# Love Letters
«Love Letters» (рус. Любовные письма) — американская эстрадная песня, написанная Виктором Янгом (музыка) и Эдвардом Хейманом (слова) для одноимённого фильма 1945 года (в самом фильме она прозвучала без слов). В исполнении Дика Хеймса в том же 1945 году песня стала хитом в США (11-е место). С тех пор песню записывало множество исполнителей. Одной из наиболее популярных версий стала запись Кетти Лестер 1962 года: 5-е место в США и 4-е в Великобритании. Именно она послужила образцом для других музыкантов, включая Элвиса Пресли, чей сингл с песней вышел в 1966 году (19-е место в США; 4-е в Великобритании; позже Пресли перезаписал песню для альбома «Love Letters from Elvis», 1971). Аранжировка версии Кетти Лестер также вдохновила Джона Леннона при создании песни «God» (1970). Сингл «Love Letters» Элисон Мойе занял 4-е место в 1987 году в Великобритании.